# Reator de Pesquisa e Treinamento ITU TRIGA Mark II
O Reator de Pesquisa e Treinamento ITU TRIGA Mark III é um reator nuclear de pesquisa, localizado na Universidade Técnica de Istambul, Turquia. É um reator de água leve, o 54ª reator TRIGA no mundo projetado e fabricado pela General Atomics. A instalação foi inaugurado em 11 de Março de 1979.
Ela é o segundo reator de pesquisa operacional da Turquia e o terceiro instalado, sendo o outro no Centro de Pesquisa e Educação Nuclear Çekmece.